# Szóka Gakkai
A Szóka Gakkai japán buddhista vallási mozgalom, amelynek vallásfilozófiai alapját a 13. századi japán tudóst Nicsiren tanításai jelentik. A mozgalmat az első három elnök indította el Cuneztaburó Makigucsi, Dzsószei Toda és Daiszaku Ikeda. Az új japán vallások közül ez a legjelentősebb, amely a legnagyobb létszámú követővel bír a nicsiren buddhista csoportok között. A tanításuk központjában Nicsiren Lótusz szútra értelmezése áll, és a legfontosabb gyakorlatuk a namu mjóhó renge kjó mantra kántálása. A szervezet céljai közé tartozik „a béke, a kultúra és az oktatás támogatása”.
A mozgalmat 1930. november 18-án alapította Makigucsi és Toda. A második világháború alatt a vezetőség börtönbe került a törvények megsértéséért és felségárulásért, így a mozgalom egy időre nem folytatta a működését. A háború utáni rendkívüli erejű toborzás következtében 1958-ra már 750 000 taggal rendelkezett a szoka gakkai. A harmadik elnöke idején újabb ugrásszerű növekedést ért el a mozgalom, amely a saját adatai szerint 12 millió fős táborral bír világszerte.
1952 és 1991 között közös szövetségben állt a nicsirensó buddhista szektával.